# Lucretias voldførelse (opera)
 For alternative betydninger, se Lucretias voldførelse. (Se også artikler, som begynder med Lucretias voldførelse)
Lucretias voldførelse (engelsk: The Rape of Lucretia) er en opera i to akter af Benjamin Britten fra 1946. Den engelske libretto er skrevet af Ronald Duncan baseret på André Obeys franske skuespil Le Viol de Lucrèce. Handlingen foregår i Rom omkring år 500 f.Kr.
Da operaen blev opsat på Det kongelige Teater i Sejr Volmer-Sørensens oversættelse, var det med den ovenstående titel. Senere ændredes operaens titel til Lucretia.[kilde mangler]
Den tragiske handling er baseret på den romerske legende om den smukke og dydige Lucretia, gift med officeren Collatinus, der dræber sig efter at være blevet voldtaget af prins Tarquinius. Det er op til fremstillen af Lucretia at fortolke hendes motiv til selvmordet. En mulig tolkning er, at den barnløse Lucretia, der hidtil kun har kendt Collatinus' klodsede favntag, nu for første – og sidste – gang har erfaret hvad erotisk lidenskab er. (Man kan sammenligne Lucretia med Donna Anna i Mozarts Don Giovanni).
Ved operaens uropførelse i Glyndebourne udførtes partiet som "Male Chorus" af Peter Pears.